# Trogulus banaticus
Espèce
Trogulus banaticus est une espèce d'opilions dyspnois de la famille des Trogulidae.

## Distribution
Cette espèce se rencontre en Roumanie, en Macédoine du Nord, en Serbie, au Monténégro, en Bosnie-Herzégovine et en Slovénie.

## Description
Le mâle holotype mesure 8,60 mm.
Les mâles mesurent de 7,65 à 9,55 mm et les femelles de 9,55 à 11,64 mm.

## Systématique et taxinomie
Cette espèce a été décrite par Avram en 1971.

## Étymologie
Son nom d'espèce lui a été donné en référence au lieu de sa découverte, les monts du Banat.

## Publication originale
- Avram, 1971 : « Quelques espèces nouvelles ou connues du genre Trogulus Latr. (Opiliones). » Travaux de l'Institut de Spéologie Émile Racovitza, vol. 10, p. 245–272.